# 1997 NR6
1997 NR6 är en asteroid i huvudbältet som upptäcktes den 10 juli 1997 av Beijing Schmidt CCD Asteroid Program vid Xinglong-observatoriet.
Asteroiden har en diameter på ungefär 10 kilometer och den tillhör asteroidgruppen Eos.